# رجل آسيا المريض
مصطلح رجل آسيا المريض أو رجل شرق آسيا المريض أو كما يكتب بالصينية التقليدية (東亞病夫 or 亞洲病夫) ويرمز إلى إمبراطورية تشبنغ الصينية التي استمرت من عام 1644 - 1912 وقد أطلق هذا اللقب على الامبراطورية الصينية في أواخر القرن التاسع عشر وبداية القرن العشرين، عندما هزمت من الغرب والقوة اليابانية، حيث أجبرت على تقديم تنازلات إقليمية، ويقابل هذه العبارة "رجل أوروبا المريض"، في إشارة إلى ضعف الامبراطورية العثمانية خلال نفس الفترة. كما تم استخدام مصطلحات مذلة للصينيين من قبل الغزاة اليابانيين خلال فترة الحرب العالمية الثانية، وأيضا السنوات التي سبقتها مباشرةً، خلال احتلال اليابان أقسام من الدولة الصينية، هذه العبارة برزت في أفلام بروس لي مثل Fist of Fury وأفلام المخرج والممثل الصيني جت لي مثل فلم Fearless. أو الإقدام بالعربية، كما أنها استخدمت في أغنية شركة LMF من هونغ كونغ.